# Дидактичний матеріал
Дидактичний матеріал — особливий тип наочного навчального посібника, переважно карти, таблиці, набори карток з текстом, цифрами або малюнками, реактиви, рослини тощо, які роздаються учням для самостійної роботи в класі і вдома або демонструються вчителем перед усім класом.

## Електронний
Під електронним дидактичним матеріалом розуміють цілеспрямовано розроблені документи, для використання у навчальному процесі за допомогою прикладних програм загального призначення (або навчальних програмних середовищ) і побудовані відповідно до змісту навчальної теми і методики навчання предмету.
Використання електронних дидактичних матеріалів дозволить вчителю:
- ідивідуалізувати, диференціювати та інтенсифікувати процес навчання (оптимальність поєднання індивідуальної, групової, колективної роботи навчання на уроці);
- посилити мотивацію навчання за рахунок використання різних видів діяльності і джерел інформації (комп'ютер не є новиною на уроках інформатики, але є новим засобом на уроках інших предметів);
- формувати уміння орієнтуватися в проблемі і шукати шляхи її вирішення (комп'ютерне дослідження та моделювання);
- змінити характер пізнавальної діяльності учнів (підтримка особистих намагань учнів сформувати власний стиль навчальної роботи);
- діагностувати помилки і оцінки результатів;
- здійснювати контроль із зворотним зв'язком за наслідками діяльності учня;
- візуалізувати навчальну інформацію;
- моделювати та імітувати об'єкти, що вивчаються або досліджуються, (комп'ютер може не тільки створити модель, а й дозволяє змінити умови демонстрування, відтворивши інформацію з оптимальним темпом її сприймання учнем);
- забезпечити доступ до мережі інформації (доступ до Інтернету, електронних довідників і т. д.);
- формувати інформаційну компетенцію вчителя та учнів.